# خاندان‌های کهن ایرانی
خاندان‌های کهن ایرانی خاندان‌های قدیمی بودند که در سده‌های نخستین اسلام هنوز باقی بودند و در امور سیاسی و دیوانی و علمی دست داشتند. خاندان‌هایی در فارس بودند که کارهای دیوانی را نسل به نسل به ارث می‌بردند مانند آل حبیب و آل ابی‌صفیه و آل مرزبان بن زادبه که برخی در دستگاه صفاریان و آل فریفون خدمت می‌کردند. اصطخری از بیوتات کهن، آل جلندی، آل ابی‌زهیر، آل حنظله و خاندان‌های کرد فارس را نام می‌برد.